# Jezdecká kasárna Prostějov
Jezdecká kasárna byla historická vojenská budova v Prostějově.

## Historie
Jezdecká kasárna v Prostějově byla založena v roce 1891 jako náhrada za staré kasárny, které stály na náměstí Tomáše Garrigua Masaryka. Stará kasárna na náměstí T. G. M. byla zbourána v roce 1911 kvůli stavbě nové radnice. Za první republiky sídlil v jezdeckých kasárnách část 6. jezdeckého pluku. Od 1. 9. 1969 sídlil v kasárnách VÚ 3412, který se specializoval na radiolokaci. V roce 1996 byl VÚ 3412 přesunut do Přerova. V areálu kasáren bylo celkem 13 budov. Součástí byla jídelna, sklad a autopark.
Jezdecká kasárna byla zbourána v roce 2016.